# Степинская
Степинская — деревня в Шенкурском районе Архангельской области. Входит в состав муниципального образования «Шеговарское».

## География
Деревня расположена в южной части Архангельской области, в таёжной зоне, в пределах северной части Русской равнины, в 32 километрах на север от города Шенкурска, на правом берегу реки Ледь, притока Ваги. Ближайшие населённые пункты: на западе деревня Лихопуровская, на юго-востоке деревня Пенигеевская.
Часовой пояс
Степинская, как и вся Архангельская область, находится в часовой зоне МСК (московское время). Смещение применяемого времени относительно UTC составляет +3:00.

## Население
| 2002 | 2010 | 2012 |
| ---- | ---- | ---- |
| 5    | ↘1   | ↗7   |

## История
Указана в «Списке населённых мест по сведениям 1859 года» в составе 2-го стана Шенкурского уезда Архангельской губернии под номером «2361» как «Степинская». Насчитывала 7 дворов, 15 жителей мужского пола и 18 женского.
В «Списке населённых мест Архангельской губернии к 1905 году» деревня Степинская (Маслиха) насчитывает 9 дворов, 32 мужчины и 25 женщин. В административном отношении деревня входила в состав Ямскогорского сельского общества Ямскогорской волости (образовалась 1 января 1889 года путём выделения из Предтеченской волости).
На 1 мая 1922 года в поселении 11 дворов, 31 мужчина и 30 женщин.
В 2004 году деревня вошла в состав Ямскогорского сельского поселения. 2 июля 2012 года деревня Степинская вошла в состав Шеговарского сельского поселения в результате объединения муниципальных образований «Шеговарское» и «Ямскогорское».